# Tages-Anzeiger
Tages-Anzeiger – szwajcarski dziennik o zasięgu krajowym. Siedziba mieści się w Zurychu. Codziennie sprzedawanych jest 195 tys. egzemplarzy, a czyta ją 550 tys. ludzi. Jest jednym z największych dzienników obok Neue Zürcher Zeitung i tabloidu Blick. Po raz pierwszy ukazał się 2 marca 1893 roku i miał 16 stron. Jest to gazeta centrolewicowa. Należy do Tamedia. W niedziele od 1970 roku do gazety dodawany jest Das Magazin, który zawiera głównie komentarze do wydarzeń z mijającego tygodnia. Redaktorami naczelnymi są Res Strehle i Markus Eisenhut.